# Lotta Continua

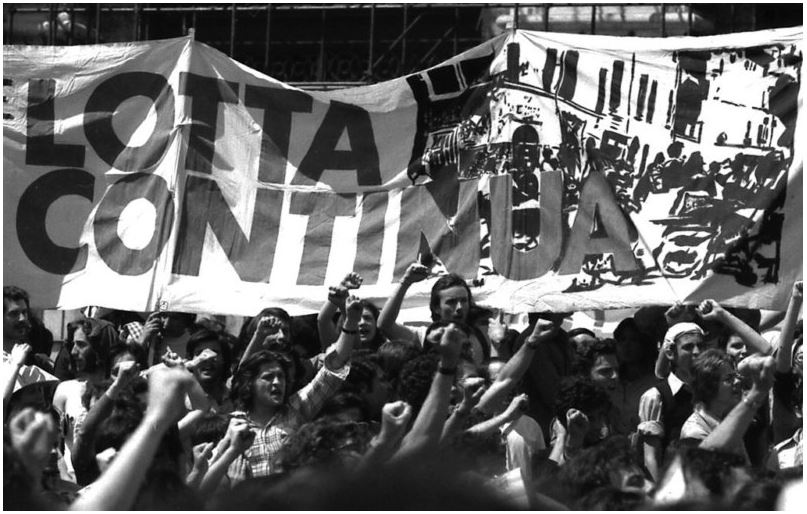
Anhängare av Lotta continua deltar i en demonstration, i början av 1970-talet.

Lotta Continua (italienska för "ständig kamp"), tidigare oftast skrivet Lotta continua (förkortat LC eller Lc), var en sammanslutning av utomparlamentariska vänsteraktivister i Italien, grundad 1969 med den 27-årige läraren Adriano Sofri som frontfigur, och även namnet på organisationens tidning. Organisationens avsiktsdeklarationer och agitation utgick från marxistisk teori. Den kom att bli ett slags tankesmedja för den militanta italienska vänstern under blyåren och även en viktig rekryteringsbas för terroristorganisationer som Röda brigaderna och Prima Linea. Organisationens namn är i Italien starkt förknippat med mordet på poliskommissarien Luigi Calabresi 1972 och den långa förtalskampanj, organiserad av Lotta Continua, som föregick attentatet. Flera av LC:s medlemmar, däribland Sofri, kom mer än ett årtionde efter verksamhetens upphörande att dömas till långa fängelsestraff för sin delaktighet i mordet.

## Den teoretiska bakgrunden
Lotta Continua var en organisation baserad på en uttalat kommunistisk värdegrund. I sin italienska antiauktoritära tappning (”operaismo”) hade organisationens teoretiska bas ett axiom enligt vilket det var arbetarklassens ständigt pågående kamp för bättre villkor som var den drivande kraften i kapitalismens utveckling. Från denna föreställning härleddes organisationens namn. Det var bara arbetarklassen som kunde – och måste – göra revolution för att upplösa sig själv som en kämpande underklass definierad av en kapitalistisk samhällsorganisation. Det fanns således ingen som helst ironi i den teoretiska utsagan att målet med revolutionen är arbetarklassens självförintelse (som underordnad klass). Utomparlamentarismen var en given konsekvens av teorin som förutsatte att alla existerande samhällsorganisationer, inklusive politiska partier och fackföreningar, var en integrerad del av det kapitalistiska samhällssystemet och därför oanvändbara för arbetarklassen som verktyg i dess kamp.

## Grundandet

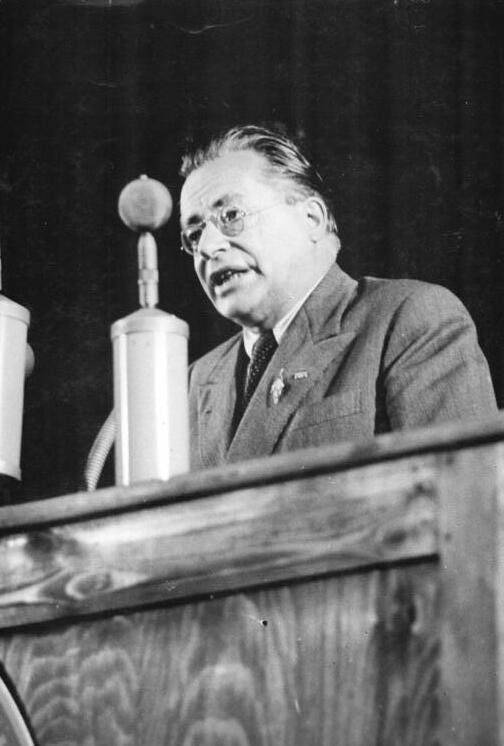
Palmiro Togliatti, generalsekreterare för PCI talar på det östtyska kommunisttpartiets partidagar 1950.

Adriano Sofris planer på att starta en revolution föddes senast våren 1964, fem år före grundandet av Lotta Continua, när han bara var 22 år. Sofri hade studerat marxistisk teori, syndikalism och det italienska kommunistpartiets historia på Scuola normale superiore i Pisa dit han flyttat 1960. Han tog sin universitetsexamen i Pisa 1964 med ett examensarbete om Antonio Gramsci. I mars 1964 höll det italienska kommunistpartiets (PCI) ledare Palmiro Togliatti ett anförande för lärare och studenter i Pisa. I slutet av Togliattis tal kommenterade Sofri högljutt på ett provokativt sätt det faktum att det italienska kommunistpartiet aldrig hade försökt göra revolution. Han fick mothugg av en irriterad Togliatti: ”Försök du göra revolution!”. Sofris svar som då knappast övertygade någon blev ”Det kommer jag att försöka!”. Den här incidentens betydelse för Lotta Continuas tillkomst har diskuterats en del eftersom LC:s politiska program i mycket kom att bära en prägel av Sofris personliga föreställningar om hur världen var beskaffad. Den unge Sofri och LC var respektlösa och anti-auktoritära men även till den grad orealistiska att de av den italienska vänsterns stora majoritet betraktades som utopister. Samtidigt var Sofri medveten om att utan något stöd inom PCI, Västeuropas största kommunistparti, var varje försök till en revolution dömd att misslyckas. Han accepterade därför den inbjudan till samtal han vid mötet i Pisa fick av Togliatti. Samtalet blev dock aldrig av. Bara några månader senare avled Togliatti under en semesterresa i Sovjetunionen. Men redan samma år blev Sofri medlem av PCI.
Lotta Continua grundades i september 1969 i samband med den sedan april samma år pågående strejkvågen vid Fiats anläggningar i Turin. Ett antal unga vänsteraktivister från universitetsvärlden reste från olika städer till Turin för att ge sitt aktiva stöd till arbetarna. Organisationen grundades vid ett odokumenterat möte i samband med denna konflikt omkring 8 september av Sofri, Mauro Rostagno, Luigi Bobbio och Guido Viale.

## Planen
Lotta Continuas mål var klart uttalat: en revolution. Planen gick i huvudsak ut på att Lotta Continua skulle verka för att den politiska radikalisering som vänsterstudenterna redan var mitt uppe i skulle spridas till arbetarna som sedan skulle göra revolution på eget initiativ. Man trodde på en mekanism som kallades ”spontaneismo”, vilken innebar att arbetarna förväntades genomföra revolutionen spontant när deras radikalisering nått en kritisk punkt, utan hjälp av någon formell organisation, partibyråkrati eller beslutsstruktur. Lotta Continua skulle fungera som något slags katalysator för processen fram till revolutionen genom att se till att radikala studenter i stora skaror deltog vid tidens talrika konflikter på arbetsplatser och demonstrationer på torg och gator samt i viss mån hjälpte till med att organisera dem.

## De allmänna förutsättningarna

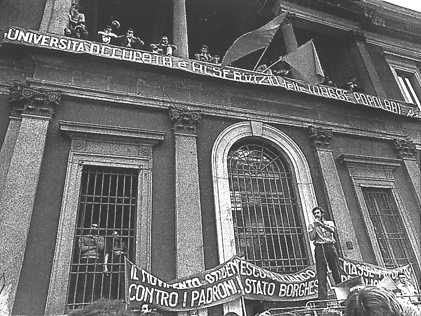
Vänsterstudenter stoppar undervisningen vid Milanos universitet, 1969.

Det italienska utbildningsministeriet (’’Ministero della Pubblica Istruzione”) lade 1966 fram ett förslag till en reform av universitetssystemet som blev incitamentet till de successivt allt våldsammare studentprotesterna i slutet av 1960-talet. Studenter vid universiteten började ockupera delar av universiteten och hindrade undervisningen för att få igenom sina motkrav. Motsättningarna hårdnade successivt och polis tillkallades allt oftare. Som en brytpunkt brukar ses ockupationen av Milanos katolska universitet i oktober 1967. Den ledde bland annat till att Mario Capanna blev relegerad därifrån och i stället fick fortsätta sina studier vid det statliga universitetet La Statale i Milano där han kom att bli den viktigaste organisatören av studenternas protestaktioner. Ockupationen och polisernas ingripande i dem ledde också till att en så kallad Molotovcocktail kastades mot en statlig byggnad i Milano för första gången sedan andra världskriget.
Det som fick protesterna att spridas från studenterna till de missnöjda fabriksarbetarna var PCI:s valframgång 1968. Det italienska kommunistpartiet var landets näst största parti efter Democrazia Cristiana (DC) med 26,9 % av väljarkåren och kontrollerade fackföreningarna vid de stora industrierna i norra Italien. Missnöjet bland arbetarna, särskilt inom industrin var stort. Avtalsrörelsen 1966 hade resulterat i det sämsta kollektivavtalet någonsin för metallarbetarna. Det fick konsekvenser för den del av vänstern som till skillnad från kommunisterna inte varit uteslutna från Italiens regeringar efter kriget. Valets stora förlorare 1968 blev det två år tidigare grundade socialistiska PSI-PSDI, en sammanslagning av Italienska socialistpartiet och socialdemokraterna (PSDI), som endast fick 14,5 % av rösterna men ändå kom att ingå i en ny regering tillsammans med DC och Partito Repubblicano Italiano.
Redan 5 juli 1969 lämnade socialdemokraterna under ledning av Mauro Ferri PSI-PSDI och Mariano Rumors första regering tvingades avgå. Rumor bildade därefter 5 augusti en svag minoritetsregering bestående endast av DC som hade fått 39,1 % av rösterna i valet 1968. Det nya läget med en ren högerregering öppnade för en snabb radikalisering av arbetarna. Fackföreningarna mobiliserade för kamp och hösten 1969 kom att gå till italiensk historia som ”den heta hösten” och hösten som inledde ”blyåren” med en rad strejker, våldsamma demonstrationer och ett bombattentat. Strejkerna som faktiskt började redan under våren kom att kosta enbart den italienska industrins flaggskepp Fiat 20 miljoner bortfallna arbetstimmar. Motsättningarna mellan arbetare och arbetsgivare hade nått en brytpunkt där våldsanvändning blivit ett legitimt alternativ för båda sidor i samband med en konflikt i Avola på Sicilien i december 1968 där polisen öppnade eld mot strejkande lantarbetare som upprättat en olaglig vägspärr, varvid två arbetare dödades och 48 sårades.
Till skillnad från de studenter som leddes av Mario Capanna ville LC ha en total sammansmältning av studenter och arbetare i den gemensamma kampen för att utlösa den spontana revolutionen. Capanna och hans anhängare, som var betydligt fler, talade mer om organiserat samarbete mellan de två grupperna som skulle tvinga makthavarna till omfattande sociala reformer. Situationen var redan explosiv när LC klev in som en ny aktör i det politiska spelet. Helt oberoende av LC kom sedan situationen att explodera i närmast bokstavlig mening, i form av ett bombattentat i Milano vars efterdyningar kom att placera LC i rampljuset och ge organisationen dess korta period som en av den italienska 68-rörelsens mest övervakade aktörer.

## Konflikterna vid Mirafiori

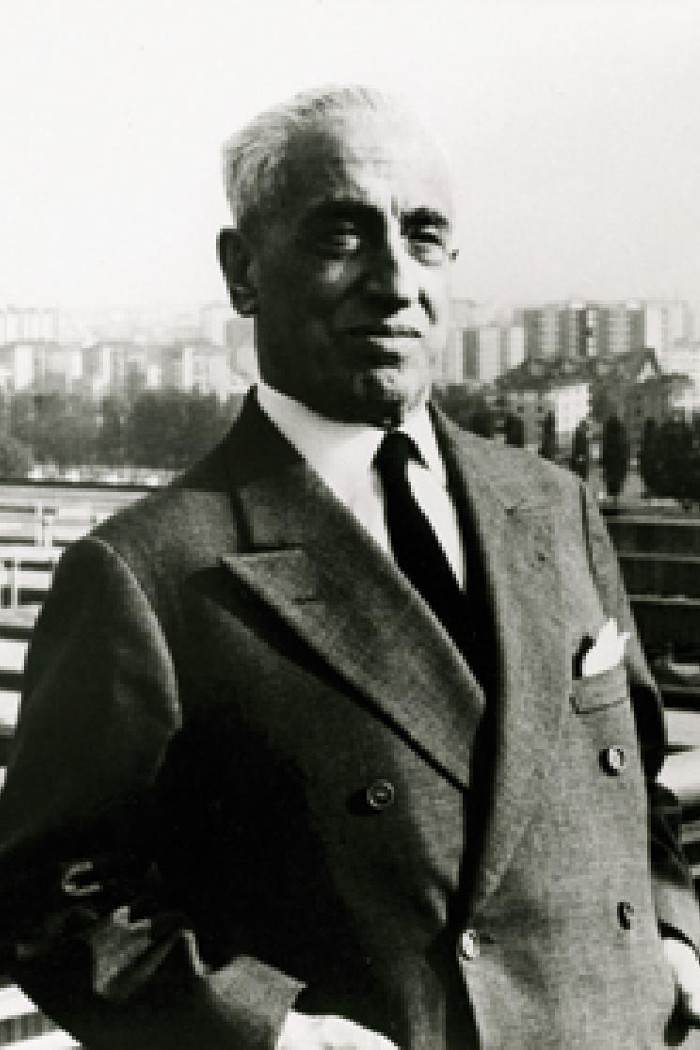
Vittorio Valletta, mannen bakom Fiats enorma tillväxt under efterkrigstiden.

Fiats huvudanläggning i Turin har fått sitt namn efter Mirafiori, den del av Turin där den ligger. Fiat-fabriken i Mirafiori invigdes av Mussolini 1939. Under ledning av Vittorio Valletta expanderade Fiat Mirafiori enormt under de följande tre årtiondena. Valletta beskrivs som en stenhård ledare och en sant troende anhängare av taylorismen. Eftersom Valletta var tillsatt som VD med Mussolinis goda minne blev han avsatt 1943 under dramatiska former men återkallades till Fiats ledning 1946 och stannade på den posten till 1966, året före sin död. I slutet av 1960-talet hade Fiat 55 000 anställda vid Mirafiori-fabriken, inklusive tjänstemännen. De tillverkade 7 000 bilar om dagen att jämföra med 350 i början av 1950-talet. Taylorismen var konsekvent genomförd vid fabriken och det gav resultat, bara under 1960-talet hade effektiviteten, räknat i antal producerade bilar per arbetare vid bandet ökat med 60%.
Fiats framgångar och den accelererande rationaliseringen hade inte bara skapat starka motsättningar mellan ledning och arbetare men även enorma sociala problem i Turin. Stadens befolkning hade tillväxt snabbt på grund av arbetskraftsinflyttningen från södra Italien. Befolkningen hade ökat med närmare 50 % på 15 år och nästan alla inflyttade var okvalificerad arbetskraft från södra Italien. Krisåret 1969 flyttade 60 000 nya invånare till Turin. Av de sedan 1954 inflyttade kom mer än hälften från Apulien och Sicilien, andra stora bidragsgivare till befolkningsökningen var Kampanien och Kalabrien. Stadsdelen Mirafiori Suds befolkning hade sedan 1951 ökat från 18 000 till 119 000 invånare. Produktionen av nya bostäder var samtidigt nästan icke-existerande. Ett normalt boende för en anställd vid Fiat var därför 1969 ett rum som han delade med fyra andra arbetare. Många hyrde bara en sängplats för natten i pensionat och en del var i praktiken uteliggare trots att de arbetade heltid. 
Det som fick situationen att bli akut var en händelse långt från Turin, i Battipaglia där polisen 9 april 1969 öppnade eld mot demonstranter och dödade två av dem. Två dagar senare utlyste fackföreningarna en tretimmarsstrejk som blev den första av många under våren. Strejkerna slog hårt mot produktionen vid Fiat Mirafiori. Produktionstappet beräknades 1969 av Fiats ledning till 277 000 bilar som aldrig blev byggda på grund av strejkerna. Att fackföreningarnas officiella medlemstal var mycket lågt vid Fiat Mirafiori föreföll inte ha någon betydelse. Ett flertal arbetare agerade till synes på eget initiativ och uppmanade andra att lägga ner arbetet när strejk utlysts. Till saken hör att det var arbetarna själva som startade strejkerna. När fackföreningarna hakade på och utlyste dem hade de redan börjat. Flera av de arbetare som ledde strejkerna från den 27 maj kan identifieras som blivande medlemmar av Lotta Continua.
Arbetsnedläggelsen blev efter ett tag permanent. Delvis på grund av tillresta studenternas och lärarnas agitation genom diskussioner och flygblad avstannade arbetet helt i den del av fabriken där karosseri-tillverkningen ägde rum och den avdelningens 15 000 okvalificerade arbetare blockerade därmed hela produktionslinjen och många av dem ägnade sin tid åt att agitera på andra avdelningar. I det läget bestämde de tillresta akademikerna att det var dags att föra ut kampen från fabriken till gatorna. Att det oundvikligen innebar en hård konfrontation med polisen var alla medvetna om. Den 3 juli 1969 drabbade demonstranterna samman med polisen på Corso Traiano i Turin, ett okänt antal demonstranter och 70 poliser skadades, 160 demonstranter greps, 28 av dem anhölls som misstänkta för brott. 
Efter en lugnare semesterperiod trappades konflikten åter upp i september då Lotta Continua bildades. Den 2 september gick 3 000 arbetare vid Fiat Mirafiori i strejk. Följande dag svarade Fiat med lockouter och arbetarna kallade in sympatisörer från hela landet. Bland de första som anlände var Sofri, nu känd som ”lille Lenin” och efter några dagar som ledargestalt i den nya aktivistorganisationen Lotta Continua. Den 1 november startades tidningen med samma namn eftersom man ansåg att det var ett bättre sätt att sprida information än flygblad.

## Bomben på Piazza Fontana och dess följder

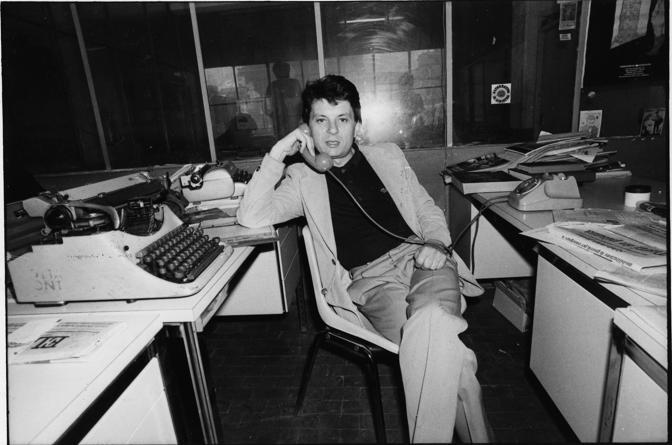
Adriano Sofri i början av 1970-talet på tidningen Lotta Continuas redaktion.

Den 12 december 1969 briserade bomben i Banca Nazionale dell'Agricolturas lokaler på piazza Fontana i Milano. Att den var ett försök av högerextremister att destabilisera landet och tvinga fram ett undantagstillstånd stod inte omedelbart klart för alla. Misstankarna riktades inledningsvis mot anarkister men i Lotta Continuas ledarskikt uttryckte åtminstone Guido Viale direkt uppfattningen att bomben måste vara ett verk av högerextremister och att den för vänsteraktivisternas del var det värsta som kunde ha hänt i den rådande situationen. 
Till fördel för Lotta Continua var däremot anarkisten Giuseppe Pinellis död 15 december när han ramlade ut genom fönstret på polishögkvarterets fjärde våning i Milano, utmattad efter tre dygn av förhör med brist på såväl mat som sömn. Lotta Continua drog omedelbart igång en intensiv förtalskampanj och utpekade kommissarie Luigi Calabresi som Pinellis mördare. I själva verket visste ingen utanför polishögkvarteret vad som hade hänt inne i förhörsrummet och valet av Calabresi som måltavla berodde mest på att han var en av mycket få för allmänheten och vänsteraktivisterna bekanta poliser i chefsställning.  Hetskampanjen mot Calabresi placerade Lotta Continua i händelsernas centrum under ett par års tid och ledde även till hans död 1972. I själva verket kom mycket av Lotta Continuas kamp i fortsättningen att ske genom organisationens tidning. LC ville inte öppet delta i en väpnad kamp mot staten som Sofri i detta läge ansåg vara utsiktslös. Organisationen började delvis därför tappa medlemmar till de mer militanta Röda brigaderna och senare lämnade en grupp militanta aktivister LC och bildade Prima Linea.

## Byråkratisering och splittring 1970–1976

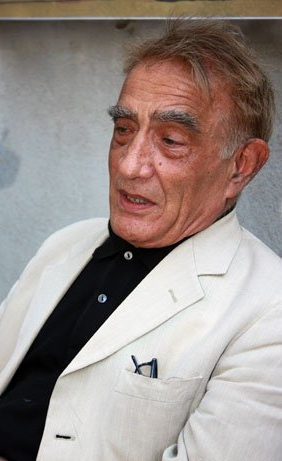
Franco Piperno, 2008.

I januari 1970 började inre krafter inom Lotta Continua skissa på en nationell organisation. Dittills hade LC primärt varit en lös sammanslutning på Mirafiori-fabriken och i Turin men från Fiat hade iedeologin spritt sig till arbetarna i andra stora industriföretag som Zanussi i Pordenone, Necchi i Pavia och Ducati i Bologna. En viktig orsak till det var att LC:s tidning vars första nummer utkom med 65 000 exemplar 1 november 1969 hade fått nationell spridning. I samband med att tidningen skapades uppenbarade sig också den första stora ideologiska sprickan inom rörelsen. En grupp ledd av Franco Piperno, en av de första som anslutit sig till Mirafiori-projektet, pläderade för att man skulle skapa ett slags partiledning av leninistisk modell för den nationella organisationen. Sofri och hans närmaste anhängare motsatte sig detta, vilket ledde till att Pipernos falang valde att bryta med LC och skapade sin egen grupp och tidning, båda under namnet Potere Operaio.
När Lotta Continua utvecklades till en sammanslutning på nationell nivå började en viss smygande byråkratisering äga rum. Samtidigt upptäcktes LC:s existens och karaktär av revolutionär tankesmedja av såväl polisen som Röda brigaderna genom tidningen som inledningsvis kom ut en dag i veckan, sedan två, för att slutligen bli en dagstidning i april 1972. Tidningens förtalskampanj mot Luigi Calabresi ledde naturligtvis till att krafterna bakom den utreddes noggrant av myndigheterna som vid tiden för mordet på Calabresi i maj 1972 hade en rätt klar och detaljerad bild av vilka som ingick i LC:s ledning och hur organisationen arbetade. Man såg också att det fanns ett visst flöde av LC-medlemmar som gick över till Röda brigaderna och tolkade det fullt korrekt så att LC:s ledning motsatte sig en öppen väpnad kamp mot staten och därför valde mer militanta medlemmar att bli brigadister.
Den stora sprickan inom LC öppnades 1972 när en militant grupp krävde att man skulle skapa en paramilitär gren av organisationen. Deras interna kritik gick ut på att LC:s verksamhet var för teoretiskt styrd av ett fåtal intellektuella som inte var tillräckligt engagerade i själva kampen. Försöket misslyckades och en del av den oppositionella gruppen lämnade därefter LC och bildade tillsammans med några utomstående 1974 den väpnade gruppen Nuclei Armati Proletari (NAP). Flödet ut ur LC till redan existerande mer militanta organisationer fortsatte också. Man tappade två lovande radikaliserade ungdomar till terrorismen när Walter Alasia lämnade LC 1973 för Röda brigaderna och Sergio Segio året efter för att ansluta sig till den väpnade kampen. Segio började senare, på grund av ideologiska motsättningar med Röda brigaderna, våren 1975 bygga upp sin egen väpnade grupp som fick namnet Prima Linea och kom att bli den vänsterextrema grupp som näst efter Röda brigaderna mördade flest människor under blyåren. Av den minoritet i LC:s ledning som var för skapandet av en militär gren stannade kanske något förvånande Giorgio Pietrostefani kvar. Enligt Renato Curcio hade Pietrostefani redan 1971 föreslagit en integrering av Röda brigaderna i LC, vilket Curcio avböjde.
Problemen ledde till att Sofri och hans närmaste, den så kallade Pisa-gruppen, 1974 försökte omorganisera Lotta Continua enligt en mer centraliserad modell i ett försök att behålla kontrollen över organisationen som successivt började likna ett parti eller en intresseorganisation av mer traditionellt snitt. Intrycket stärktes av att LC i januari 1975 anordnade sin första nationella kongress där målet var att välja en nationell styrelse som skulle försöka stoppa splittringen. Medlemmarna uppmanades nu också att rösta på PCI i de kommande valen. När valet 1976 gick av stapeln hade emellertid utvecklingen skenat iväg helt utom Sofris kontroll och Lotta Continua ställde upp med ett antal egna kandidater i valet, i en valkoalition med tre andra vänsterextrema partier. Koalitionen erhöll totalt 556 000 röster (1,51 %) vilket gav sex platser i parlamentet och Lotta Continua fick därigenom sin första och enda ledamot någonsin i det italienska parlamentet: Domenico Pinto från Neapel.
Den andra nationella kongressen hösten 1976 blev den sista för Lotta Continua. Mötet som avslutades 5 november karakteriserades av en hård ideologisk konfrontation mellan LC:s feminister och ledningen. Motsättningarna ansågs på båda sidor vara oöverkomliga. I och med kongressens avslutning upplöstes Lotta Continua i praktiken utan något formellt beslut och all verksamhet upphörde med undantag för tidningen som fortsatte att utkomma till 1982. Domenico Pinto blev omvald till parlamentet 1979 men då som representant för Partito Radicale.

## Sammanbrottet 1976

### Den feministiska kritiken
Det som slutligt bröt sönder sammanhållningen inom LC var feminismens genombrott i mitten av 1970-talet. LC:s feminister var en grupp som initialt bestod av enbart kvinnor. Deras kritik gick ut på att LC:s starka identifikation med arbetarklassen hade medfört ett övertagande av dess förlegade kvinnosyn som i korthet innebar att männen förväntade sig att kvinnorna förutom att delta i den politiska kampen även skulle ta hand om disken. Det i sin tur ledde till att LC:s män och kvinnor kom att bedriva en stor del av sin politiska verksamhet som två separata grupperingar. En kvinnosektion hade bildats inom LC 1972 av Anna Bravo, Sabina Valici, Agnese Zotti och Danda Loffredo. Till den gruppen anslöt sig efter ett års frånvaro från aktivismen en av LC:s "Fiatnam"-veteraner, Vicky Franzinetti som redan vid 15 års ålder hade fungerat som budbärare och spanare på sin Vespa vid de första demonstrationerna utanför Fiat Mirafiori. Hon var en viktig resurs för LC inte minst för att hon kunde undervisa i engelska (hennes mor var från Wales), ett språk som ytterst få inom LC behärskade. En av LC:s ledare Giorgio Pietrostefani, som under en period var hennes elev, uppfattade Franzinetti och Loffredo som ledare för något slags feministisk utbrytargrupp eftersom de deltog i verksamheter, bland annat tidskriftsutgivning, som även innefattade kvinnor från andra politiska grupperingar. Han kritiserade dem för att avvika från LC:s linje, vilket bemöttes med skärpa genom konstaterandet att det var omöjligt eftersom LC inte hade någon feministisk linje. 
Efteråt har man kunnat konstatera att den feministiska debattens genombrott inom LC kom alltför sent för att kunna bidra till att rädda sammanhållningen. Enligt Franzinetti var det först 1975, året efter den framgångsrika folkomröstningen om skilsmässa, som den för LC:s kvinnor mycket viktiga abortfrågan upphörde att vara en icke-fråga inom organisationen. Sexuella relationer mellan ogifta var vanligt förekommande inom LC och framför allt de ledande männen kritiserades för vårdslöshet i sina relationer, vilket hade stor betydelse i ett land där utomäktenskapliga barns ställning var svår i flera avseenden. Olagliga aborter var en vanlig lösning på problemet. Barnpassning var dessutom ett i praktiken svårlöst problem för många kvinnor som ville fortsätta att delta aktivt i politiken efter barnafödande. LC:s ledning hade i princip inget att invända mot att jämställdhet infördes som regel men enligt Franzinetti var det då en jämställdhet efter männens måttstock. Kvinnorna fick gärna delta i våldsamma demonstrationer och göra allt annat männen gjorde men det behövde enligt Sofri och Pietrostefani inte innebära att männen i LC måste göra alla de saker som av tradition sågs som kvinnosysslor.
Ledningens inställning, kombinerad med att det vid mitten av 1970-talet började bli uppenbart att revolutionen inte var nära förestående, bäddade för hårda konfrontationer där den tydligaste skiljelinjen gick mellan LC:s manliga arbetarmedlemmar och kvinnorna. Debatterna blev ofta personliga och flera av LC:s par som det politiska arbetet fört samman gick skilda vägar när deras personliga målkonflikter aktualiserades på detta sätt. Den första nationella kvinnodemonstrationen för fri abort 6 december 1975 i Rom blev en total katastrof för LC. Exakt vad som hände är omstritt men LC:s lokala ordningsmän, under befäl av Erri De Luca, anslöt sig av något skäl till kvinnokortegen trots att det var Franzinetti som skulle ansvara för ordningen i demonstrationståget den dagen. Enligt De Luca blev det därefter bråk på Via Cavour med ordningsmännen från två andra vänsterorganisationer, Avanguardia operaia och gruppen bakom tidningen il manifesto. Det hela urartade till handgemäng och grova förolämpningar mot de demonstrerande kvinnorna, framför allt från vänsteraktivister med arbetarbakgrund. Ett krismöte samma kväll med LC:s ledning samlade hundratals kvinnor men ledningen trasslade in sig i självmotsägelser i sina försök att förklara ordningsmännens beteende och lyckades bara förvärra situationen. Enligt Franzinetti var LC:s upplösning efter det mötet bara en tidsfråga. 

### Valförlusten
Valet 1976 blev i praktiken slutet för Lotta Continua och en stor del av den "nya vänstern" i Italien. Även de mindre optimistiska hade trott att valkoalitionen där LC ingick skulle få över 1 miljon röster, de mest optimistiska förväntade sig två eller tre gånger så många, eller ca 6-7 % av det totala antalet röster. Resultatet, 556 000 röster (1,5 %), blev en enorm besvikelse som på intet sätt mildrades av att PCI gjorde sitt bästa val genom tiderna (34,4 %). Med facit i hand ansåg LC:s ledning att beslutet om deltagande i allmänna val var deras största misstag någonsin. De revolutionära på den yttersta vänsterkanten hade låtit sig räknas och var nu politiskt oskadliggjorda genom avslöjandet av sin fåtalighet. Det verkade vara så att de för högern skrämmande stora skaror av arbetare som den militanta utomparlamentariska vänstern lyckats samla till sina demonstrationer under 1970-talet huvudsakligen valde att traditionsenligt rösta på PCI när det väl blev allvar.
Ledningens analys utmynnade i slutsatsen att LC hade nått vägs ände. De och nästan alla manliga akademiker lämnade helt enkelt organisationen efter den nationella kongressen i Rimini hösten 1976 varefter LC reducerades till ett diskussionsforum, utan ledning och agenda, där inga beslut om fortsatt aktivitet längre fattades. Tidningen Lotta Continua upphörde att ha karaktären av "partiorgan" och fortsatte som en separat journalistisk verksamhet. Kvinnorna lämnade LC i stora skaror för att i stället bilda feministiska studiecirklar. De sent inkomna ungdomarna bildade egna små grupper med fantasifulla namn och program av varierande kvalitet. LC:s verksamhet vid Roms universitet togs över av Autonomia Operaia och de fascistiska element som LC:s ordningsmän tidigare tvingat ut från campus återkom dit. Den av högern tidigare fruktade revolutionära organisationen tynade bort förvånansvärt snabbt. Man kunde visserligen fortfarande under oroligheterna 1977 se LC:s banderoller på gator och torg men det rörde sig då om mindre gruppers enskilda initiativ.

### Ledningens avgång
Luigi Bobbio har efteråt konstaterat att ledningen som borde ha organiserat en strategi för en ordnad reträtt i stället bara lämnade LC åt sitt öde, vilket fick vådliga konsekvenser för många som inte kunde hantera sin besvikelse på ett konstruktivt sätt. Sofri reste efter Rimini-kongressen till Milano, där valkoalitionen fått flest röster (2,6 %), för att sondera stämningen bland arbetarna där men han blev inte väl mottagen och lämnade en tid därefter politiken för att i stället ägna sig åt journalistik. Giorgio Pietrostefani som varit ledare för den mest militanta delen av LC köpte enligt egen uppgift redan dagen efter kongressens avslutning högertidningen La Stampa för att läsa platsannonserna och tog därefter anställning som försäljare av uppslagsböcker. Han och Sofri möttes åter först ett årtionde senare när de ställdes inför rätta för sin delaktighet i mordet på kommissarie Calabresi. För många av LC.s övergivna anhängare verkade valet efter detta stå mellan att följa ledarnas exempel och ge upp politiken eller gå över till Prima Linea, vilket ett antal valde att göra redan direkt efter Rimini-mötet.

## Den militanta vänstern efter Lotta Continua
Året efter Lotta Continuas upplösning blev organisationens betydelse för den italienska 68-rörelsens sammanhållning tydlig. Paradoxalt nog verkade det som att LC som haft den mest konsekventa och genomtänkta planen för att omstörta det italienska samhället också för många andra grupper hade framstått som garant för att det kunde ske under någorlunda ordnade former. LC hade agiterat och argumenterat för revolutionens nödvändighet, oundviklighet och systematiska genomförande utan onödigt våld. Stora delar av den utomparlamentariska vänstern hade i huvudsak accepterat den argumentationen och när LC upplöstes verkade alla spärrar släppa. Det tomrum som LC efterlämnade fylldes under 1977 snabbt av autonoma grupper med en helt annan agenda. Vänsterns demonstrationståg infilterarades av beväpnade provokatörer som inte drog sig för att skjuta mot polis eller motdemonstranter. De tidigare relativt disciplinerade och välorganiserade aktionerna urartade till kaotiska sammandrabbningar med ett nytt och påfallande vanligt inslag av pistolbeväpnade tonåringar som föreföll uppfatta demonstrationerna som något slags gatuteater med revolutionstema snarare än politiska meningsyttringar. Årets mest omskrivna händelse inträffade under en demonstration i Milano 14 maj då polismannen Antonio Custra dödades av en kula från en av dessa ”autonoma” ungdomar, ett mord vars uppklarande tog lång tid bland annat för att så många av deltagarna i demonstrationen kunde visas ha varit beväpnade och även använt sina vapen. 
Den nya demonstrationsvågen och våldseskaleringen fördömdes av LC:s gamla aktivister. Adriano Sofris kommentar till 1977 års utomparlamentariska aktioner spetsades till med konstaterandet att han en gång med stolthet skulle kunna säga till sina barnbarn att han inte deltog i dem. Erri De Luca kallade året 1977 ”ett helvetiskt år”. Guido Viale karakteriserade 1977 års aktioner som en utrensning från dagordningen av allt som återstod av 68-rörelsen: politiken, ideologin och de etablerade utomparlamentariska organisationerna. Det var enligt Viale i stället en ny revolt, en revolt mot allt och alla, en revolt ledd av besvikna aktivistveteraner, misslyckade studenter, arbetslösa intellektuella och arbetarklassbarn som inte ville kännas vid sina föräldrars värderingar: en fruktlös revolt som bara ledde till att terroristorganisationernas led fylldes på med nya rekryter.